# Sarcosperma affine
Sarcosperma affine là một loài thực vật có hoa trong họ Hồng xiêm. Loài này được Gagnep. miêu tả khoa học đầu tiên năm 1948.